# Bogdan Tudor
Bogdan Tudor (n. 1 februarie 1970, București, România) este un fost atlet român, specializat în proba de săritură în lungime.

## Carieră
A fost multiplu campion național și deține recordul național cu o săritură de 8,37 m. Timp de zece ani, 1990-2000, el s-a calificat în finalele mai multor Campionate Mondiale și Europene. În anul 1991 a câștigat medalia de bronz la Universiada de la Sheffield. Și la Campionatul European în sală din 1994 de la Paris a obținut medalia de bronz. La Jocurile Mondiale Militare din 1995 a câștigat medalia de aur. De două ori a participat la Jocurile Olimpice. La Jocurile Olimpice din 1992 de la Barcelona a fost pe locul 12, la Jocurile Olimpice din 1996 de la Atlanta nu a reușit să se califice în finală.
După retragerea sa, Bogdan Tudor a devenit antrenor.
În 2004 el a fost decorat cu Medalia „Meritul Sportiv” clasa I.

## Realizări
| An   | Competiție                               | Locație                 | Loc | Note   |
| ---- | ---------------------------------------- | ----------------------- | --- | ------ |
| 1989 | Campionatul European de Juniori (sub 20) | Varaždin, Iugoslavia    | 5   | 7,67 m |
| 1990 | Campionatul European                     | Split, Iugoslavia       | 7   | 7,86 m |
| 1991 | Campionatul Mondial în sală              | Sevilla, Spania         | 5   | 7,88 m |
| 1991 | Universiada                              | Sheffield, Regatul Unit | 3   | 8,01 m |
| 1991 | Campionatul Mondial                      | Tokyo, Japonia          | 5   | 8,06 m |
| 1992 | Campionatul European în sală             | Genova, Italia          | 5   | 7,92 m |
| 1992 | Jocurile Olimpice                        | Barcelona, Spania       | 12  | 7,61 m |
| 1993 | Campionatul Mondial în sală              | Toronto, Canada         | 5   | 7,91 m |
| 1993 | Universiada                              | Buffalo, Statele Unite  | 4   | 7,93 m |
| 1994 | Campionatul European în sală             | Paris, Franța           | 3   | 8,07 m |
| 1994 | Campionatul European                     | Helsinki, Finlanda      | 4   | 7,99 m |
| 1995 | Campionatul Mondial în sală              | Barcelona, Spania       | 5   | 8,11 m |
| 1995 | Campionatul Mondial                      | Göteborg, Suedia        | 5   | 8,01 m |
| 1995 | Universiada                              | Fukuoka, Japonia        | 4   | 8,11 m |
| 1995 | Jocurile Mondiale Militare               | Roma, Italia            | 1   | 8,05 m |
| 1996 | Campionatul European în sală             | Stockholm, Suedia       | 6   | 7,88 m |
| 1996 | Jocurile Olimpice                        | Atlanta, Statele Unite  | 19  | 7,88 m |
| 1997 | Campionatul Mondial în sală              | Paris, Franța           | 10  | 7,94 m |
| 1997 | Campionatul Mondial                      | Atena, Grecia           | 11  | 7,66 m |
| 1997 | Universiada                              | Catania, Italia         | 12  | 7,47 m |
| 1998 | Campionatul European                     | Budapesta, Ungaria      | 25  | 7,66 m |
| 1999 | Campionatul Mondial în sală              | Maebashi, Japonia       | 8   | 7,88 m |
| 2000 | Campionatul European în sală             | Gent, Belgia            | 7   | 7,80 m |
| 2005 | Campionatul European în sală             | Madrid, Spania          | 25  | 7,47 m |
| 2006 | Campionatul European                     | Göteborg, Suedia        | 17  | 7,76 m |

## Recorduri personale
| Probă                       | Performanță | Dată             | Locație       |
| --------------------------- | ----------- | ---------------- | ------------- |
| Săritură în lungime         | 8,37 m RN   | 9 iulie 1995     | Bad Cannstatt |
| Săritură în lungime în sală | 8,25 m      | 30 ianuarie 1999 | București     |